# LOVE DIVE
〈LOVE DIVE〉(러브 다이브)는 대한민국의 걸 그룹 IVE의 두 번째 싱글 음반이다. 2022년 4월 5일 스타쉽 엔터테인먼트에서 싱글 앨범의 리드 싱글로 발매되었다.
-올림-

## 배경 및 발매
2022년 3월 15일, 스타쉽 엔터테인먼트는 아이브가 4월 5일에 러브 다이브라는 제목의 두 번째 싱글 앨범을 발매할 것이라고 발표했다. 3월 21일, "디어 큐피드"라는 제목의 홍보 영상이 공개되었다. 4월 4일, "러브 다이브"의 뮤직비디오 티저가 공개되었다. 이날 하이라이트 메들리 영상도 공개됐다. 4월 5일, 이 곡은 뮤직 비디오와 함께 러브 다이브의 리드 싱글로 발매되었다.

## 구성
'러브 다이브'는 서지음이 작사, 소피아 브레넌, 엘 캠벨, 닉 한이 편곡을 맡았다. 음악적으로 이 곡은 "중독성 있는 코러스와 타악기 사운드"와 "리듬적인 베이스 신스 앤 트랩 믹스"가 가사에 "무대에서 빛날 새로운 시대의 큐피드를 재해석한다"는 "모던" 다크 팝과 일렉트로팝 곡으로 묘사되었다. 〈Love Dive〉는 C-sharp 단조로 작곡되었으며, 분당 118개의 박자가 있다.

## 수록곡 목록
| #            | 제목          | 작사                 | 작곡                                                     | 편곡 | 재생 시간 |
| ------------ | ------------- | -------------------- | -------------------------------------------------------- | ---- | --------- |
| 1.           | 〈LOVE DIVE〉 | 서지음               | Sophia Brennan, Elle Campbell, Nick Hahn                 | 2:57 |           |
| 2.           | 〈ROYAL〉     | 이스란, Rick Bridges | Jamie Parker, Willie Weeks, Paulina Cerrilla, Kyler Niko | 3:26 |           |
| 총 재생 시간 | 총 재생 시간  | 총 재생 시간         | 총 재생 시간                                             | 6:25 |           |

| \| \| 올림다단조 (C♯m) \|출처: 악보바다 |                  |
|                                         |                  |
|                                         | 올림다단조 (C♯m) |

| \| \| 바단조 (Fm) \|출처: 악보바다 |             |
|                                    |             |
|                                    | 바단조 (Fm) |